# Bagenkop
Bagenkop es una localidad situada en el municipio de Langeland, en la región de Dinamarca Meridional (Dinamarca). Tiene una población estimada, a principios de 2021, de 463 habitantes.
Está ubicada en la isla de Langeland, entre el Gran Belt y la bahía de Kiel.